# Żegocina (gromada)
Żegocina – dawna gromada, czyli najmniejsza jednostka podziału terytorialnego Polskiej Rzeczypospolitej Ludowej w latach 1954–1972.
Gromady, z gromadzkimi radami narodowymi (GRN) jako organami władzy najniższego stopnia na wsi, funkcjonowały od reformy reorganizującej administrację wiejską przeprowadzonej jesienią 1954 do momentu ich zniesienia z dniem 1 stycznia 1973, tym samym wypierając organizację gminną w latach 1954–1972.
Gromadę Żegocina z siedzibą GRN w Żegocinie utworzono – jako jedną z 8759 gromad na obszarze Polski – w powiecie bocheńskim w woj. krakowskim, na mocy uchwały nr 18/IV/54 WRN w Krakowie z dnia 6 października 1954. W skład jednostki weszły obszary dotychczasowych gromad Żegocina, Rozdziele, Bełdno, Bytomsko i Łąkta Górna ze zniesionej gminy Trzciana w tymże powiecie. Dla gromady ustalono 27 członków gromadzkiej rady narodowej.
Gromada przetrwała do końca 1972 roku, czyli do kolejnej reformy gminnej. 1 stycznia 1973 utworzono gminę Trzciana-Żegocina z siedzibą w Żegocinie (w latach 1977-94 pod nazwą gmina Żegocina, obejmując jednak nadal część trzciańską).
Gmina Żegocina w obecnych granicach powstała dopiero 30 grudnia 1994 po odłączeniu od niej części trzciańskiej, z której utworzono gminę Trzciana (funkcjonującą też wcześniej w latach 1934–54).